# 溪口乡 (永嘉县)
溪口乡是中国浙江省温州市永嘉县下辖的一个乡。溪口乡总面积为56.00平方千米，人口1.48万人。
诸永高速 41省道 贯穿全境 北接岩坦镇 东邻鲤溪乡 南接岩头镇 世称“溪山邹鲁”

## 行政区划
溪口乡下辖19个村：溪一村、溪二村、陈寮村、石鸟头村、横路下村、小舟垟村、北山村、前山村、上宅岸村、下坑村、南岸村、永坦村、铁坑村、前溪村、鸟头村、大谢村、分水村、后坪村、刀架山村。